# Трећи англо-авганистански рат
Трећи Англо-авганистански рат вођен је 1919. године између авганистанске и британске војске.

## Рат
Под притиском народа коме је био неподношљив подређени положај земље према Великој Британији, Аманула је објавио свети рат и 8. маја 1919. године је авганистанска војска кренула у напад на индијску границу. Авганистанци су вероватно рачунали да ће дићи на устанак граничне области Индије. Напад је одбијен, Британци су убрзо заузели неке граничне тачке, бомбардовали из ваздуха Џалалабад и Кабул, а до устанка у Индији није дошло. После 20 дана, Аманула је затражио мир који је потписан 8. августа у Равалпиндију. Авганистанци су ипак успели да изостане клаузула из ранијих уговора о британској контроли авганистанске спољне политике.